# Administração escolar
Administração escolar é uma especialidade do pedagogo, que pode ser obtida no Brasil por meio de cursos de habilitação, incorporada ou não à licenciatura em pedagogia, ou através de especialização.

## Atuação
O administrador escolar atua junto ao corpo docente e discente das instituições de ensino, coordenando as práticas pedagógicas, bem como acompanhando e analisando o desenvolvimento do currículo. É o responsável legal e administrativo pelo estabelecimento. De um modo geral, tem a função de diretor da instituição.
Administração escolar é uma especialidade do pedagogo, que pode ser obtida no Brasil por meio de cursos de habilitação, incorporada ou não à licenciatura em pedagogia, ou mediante especialização. O administrador escolar atua junto ao corpo docente e discente das instituições de ensino, coordenando as práticas pedagógicas, bem como acompanhando o desenvolvimento do currículo, é o responsável legal e administrativo pelo estabelecimento.
Os estudos e as discussões que compreendem a administração escolar ganham força no Brasil, principalmente com a Constituição Federal de 1988 e mais tarde com a Lei de Diretrizes e Bases da Educação Nacional, nº 9394/96, que garante a gestão democrática da escola, na qual os sistemas de ensino devem definir normas para a realização da gestão democrática, em acordo com as peculiaridades de cada sistema e favorecendo a participação dos profissionais da educação na elaboração do projeto pedagógico da escola e a participação da comunidade escolar e local em órgãos de representação como conselhos de escola e/ou equivalentes. 
Há autores que defendem o conceito de gestão escolar em detrimento ao conceito de administração, por considerarem este como um paradigma mais generalista e oriundo das bases gerais das teorias da administração, enquanto que o conceito de gestão abarca dimensões de relacionamento humano e a complexidade dos relacionamentos presentes no ambiente escolar. Para Heloisa Lück, o paradigma de gestão educacional parte do pressuposto que a realidade é global, intimamente interligadas e dinâmica, sendo construída a partir das relações sociais e considerando, que ambiente social e comportamento humano são dinâmicos e por isso imprevisíveis, podendo ser coordenados e orientados e não plenamente controlados. 
De modo geral, é a atividade que tem a função de “buscar a realização dos fins educativos, tanto as atividades-meio quanto as atividades-fim que se desenrolam na escola — e não somente as atividades de direção”, conforme definição do professor Vitor Henrique Paro, da Faculdade de Educação da Universidade de São Paulo. Para ele, o que a administração tem de essencial é o fato de ser mediação na busca de objetivos. Administração será, assim, a “utilização racional de recursos para a realização de determinados fins.”